# POST Luxembourg
Pour les articles homonymes, voir La Poste.
 (janvier 2015).
Si vous disposez d'ouvrages ou d'articles de référence ou si vous connaissez des sites web de qualité traitant du thème abordé ici, merci de compléter l'article en donnant les références utiles à sa vérifiabilité et en les liant à la section « Notes et références ».

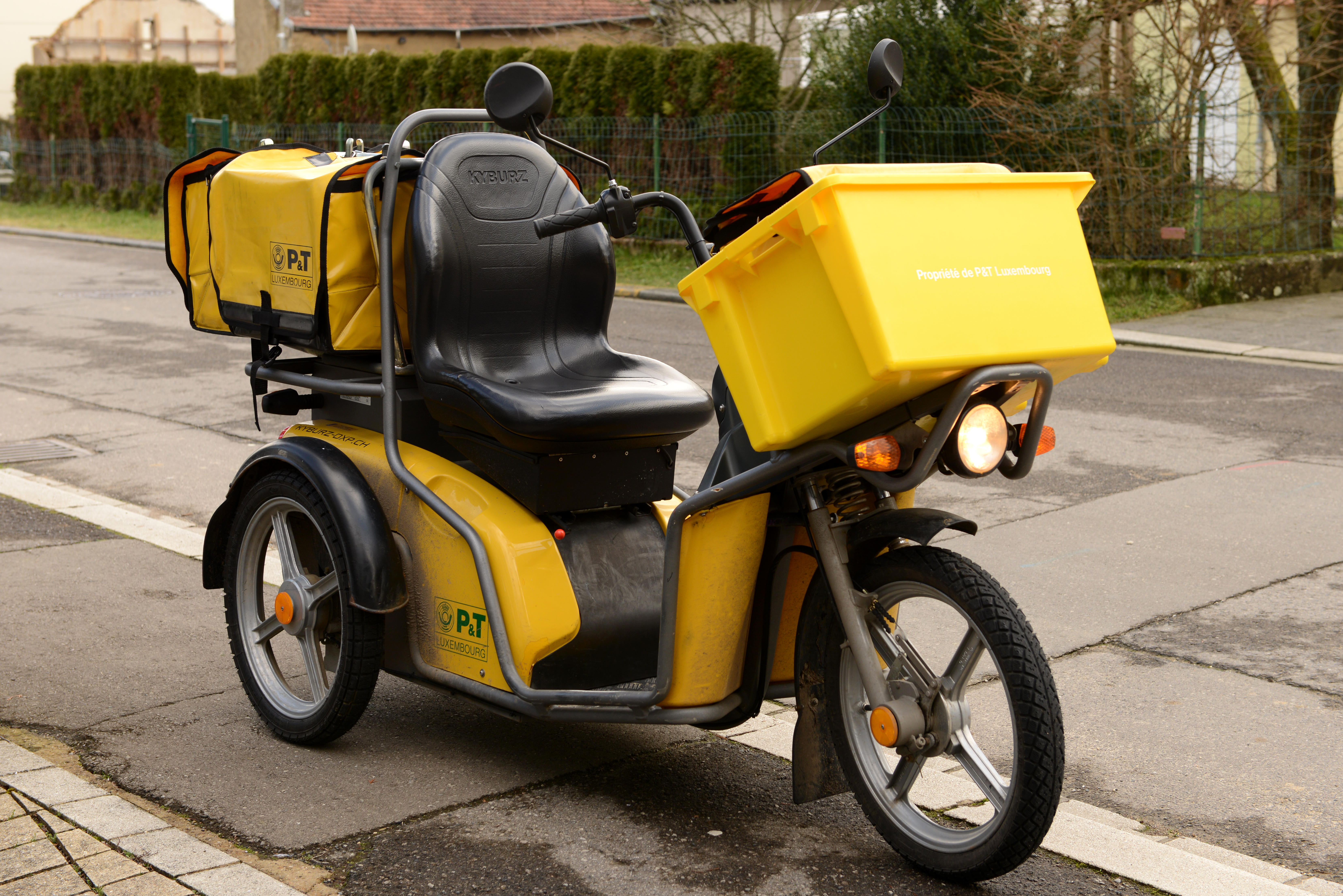
Kyburz DXP à trois roues de la poste luxembourgeoise

POST Luxembourg est la compagnie publique luxembourgeoise de distribution du courrier. Créée en 1842 en tant qu'administration de l'État luxembourgeois, elle devient un établissement public en 1992 dont l'actionnaire unique est l'État luxembourgeois. Elle est le 1er opérateur de services postaux et de télécommunications au Luxembourg et offre également une large gamme de services financiers.

## Entités
POST Luxembourg comprend quatre entités :
- POST Courrier
- POST Finance
- POST Telecom
- POST Technologies

## Filiales
POST Luxembourg possède des participations directes dans douze entreprises différentes. On peut citer parmi elles le European Business Reliance Centre (100 %), POST Telecom PSF SA (100 %), Michel Greco (100 %), Elgon (100%), Ainos (100%), InTech (100%), Editus (100%), Victor Buck Services (100%), i-Hub (80%), Infomail (55 %), Visual Online (51 %) et LuxTrust (50%).